# Карагана скифская
Карага́на ски́фская (лат. Caragána scýthica) — вид цветковых растений рода Карагана (Caragana) семейства Бобовые (Fabaceae).

## Ботаническое описание
Хамефит. Невысокий (до 40 см высотой), относительно слабо колючий, разветвлённый, густо облиственный кустарник с коричневой корой, тонкими ветвями и длинными корнями.
Листья сложные, непарноперистые, с четырьмя мелкими (2—7 мм длиной), клиновидными или обратноланцетными листочками, чуть заострёнными сверху.
Цветки пазушные, одиночные, крупные (венчик до 2,6 см длиной), золотисто-жёлтого цвета. Чашечка голая, 8—9 мм длиной, коричнево-красная.
Плод — боб, линейный (23 × 2—2,5 мм), голый, коричневый. Цветёт в апреле — мае. Плодоносит в июне — августе. Размножается семенами и корневищными побегами.

## Распространение и местообитание
В ареал вида входит Восточная Европа (Причерноморье, Молдова, Нижний Дон).
Произрастает преимущественно на эродированных склонах и скелетных почвах на отслоениях каменистых пород (чаще известняков), нередко на обыкновенных чернозёмах и почвах с относительно высоким содержанием солей. Ксерофит, карбонатофил.

## Охрана
Вид занесён в Красную книгу Ростовской области, Украины, Донецкой области Украины.
Причинами невысокой численности караганы скифской считают узкую эколого-ценотическую амплитуду, слабую конкурентную способность, повреждения семян насекомыми, а также высокую чувствительность к антропогенным воздействиям.

## Хозяйственное значение и применение
Может иметь значение как декоративное и противоэрозионное растение.